# Манупорт
В археологии и антропологии манупорт — это природный объект, перенесенный человеком из его первоначального контекста в неизменном виде (что отличает его от орудия). Слово происходит от латинских слов manus — «рука» и portare «носить».

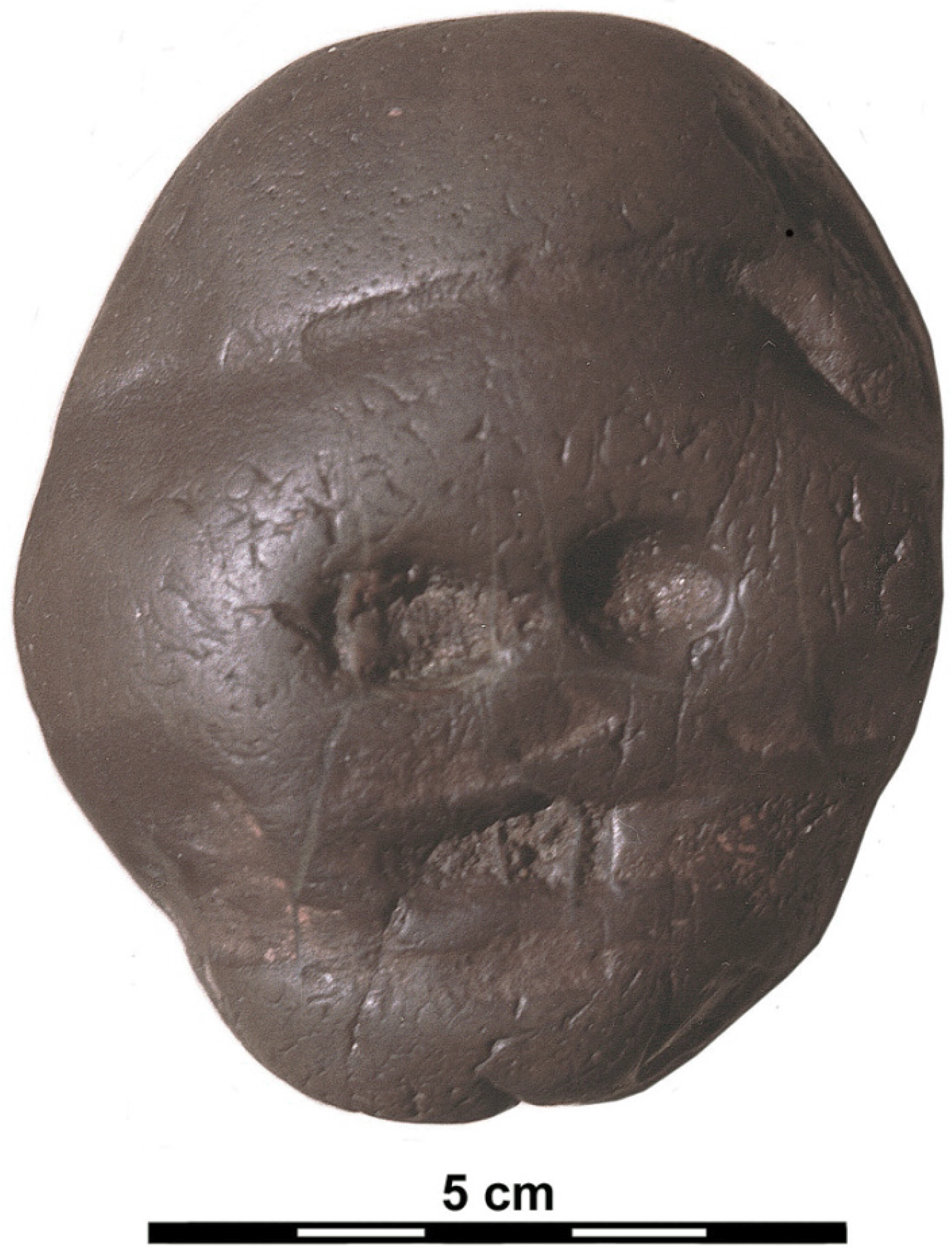
Галька из Макапансгата

Примерами манупортов являются раковины, перемещенные из прибрежных или речных районов, а также гальки, найденные в чужеродных геологических слоях. Некоторые из них относятся к деятельности древних гоминин, как, например, галька из Макапансгата в Южной Африке, а также более поздних популяций, вплоть до современных людей. Красноватый камень из пещеры в местности Макапансгат считается древнейшим манупортом. Эта похожая на голову с чертами лица (природный «рисунок») яшмовая галька, вероятно, была подобрана в долине, пронесена от 4,9 до 32 км и оставлена в долеритовой пещере 2,9-2,5 млн лет назад. На гальке нет следов обработки: южноафриканские австралопитеки, останки которых найдены в тех же слоях, не использовали орудий, однако находка может свидетельствовать об определённых символических представлениях у этих гоминид.
Манупорты широко используются в исследованиях миграций и контактов как людей современного вида, так и предковых и побочных форм. В частности, природные объекты, перенесенные на большие расстояния с естественных месторождений, привлекают к обоснованию теории сухопутного моста Берингии.